# Dražen Luburić
Dražen Luburić (Novi Sad, 2 de novembro de 1993) é um voleibolista indoor sérvio que atua na posição de oposto.

## Carreira
É membro da seleção sérvia e defende as cores do clube russo Lokomotiv Novosibirsk.